# شب تا صبح بیدار (ترانه دریک)
«شب تا صبح بیدار» ترانه‌ای از هنرمند اهل کانادا دریک، نیکی میناژ است.